# Batodonoides
Il batodonoide (gen. Batodonoides) è un mammifero estinto, appartenente agli insettivori. Visse nell'Eocene inferiore / medio (circa 53 - 42 milioni di anni fa) e i suoi resti fossili sono stati ritrovati in Nordamerica. Tra i suoi rappresentanti, vi è una specie (B. vanhouteni) che è considerata il più piccolo mammifero mai vissuto.

## Descrizione
I rappresentanti del genere Batodonoides dovevano essere molto simili agli odierni toporagni, con un corpo minuscolo e un muso allungato. Le caratteristiche del cranio e della dentatura erano molto simili a quelle di altri insettivori tipici dell'Eocene, come Centetodon. Batodonoides, tuttavia, era caratterizzato da un insieme di caratteristiche della dentatura: il quarto premolare superiore sprovvisto di metacono e di cuspidi stilari, i trigonidi molto alti sui molari inferiori (con protoconidi e metaconidi fusi per gran parte della loro lunghezza, e i talonidi più stretti dei trigonidi), il terzo molare inferiore più piccolo del secondo. La taglia, inoltre, era davvero minuscola: solitamente i molari erano lunghi meno di un millimetro; si conosce una specie, B. vanhouteni, che doveva essere lunga pochi centimetri e pesante poco più di un grammo (Bloch et al., 1998). Questo animale potrebbe essere il più piccolo mammifero mai vissuto.

## Classificazione
Il genere Batodonoides venne descritto per la prima volta nel 1976 da Novacek, sulla base di resti fossili trovati nella contea di San Diego (California). La specie tipo è B. powayensis. Negli anni seguenti sono state trovate altre specie: B. walshi e B. rileyi della formazione Sespe della California, e B. vanhouteni dell'Eocene inferiore del Wyoming.
Batodonoides è un rappresentante dei geolabididi, un gruppo di mammiferi insettivori tipici dell'Eocene-Oligocene nordamericano, probabilmente imparentati con i ricci e le talpe. Un altro animale molto simile è Centetodon.